# Roberto Nobili
Roberto Nobili (Ponteccio, 7 agosto 1955 – Monte Pania, 6 marzo 2000) è stato un medico italiano medaglia d'oro al valor civile.

## Biografia
Dopo gli studi superiori scientifici, conseguì la laurea in medicina e chirurgia presso l'Università di Pisa il 31 ottobre 1980. Conseguita la specializzazione in neurologia nel 1984, fu chiamato per un incarico presso la neurochirurgia di Genova, ma dovette rinunciarvi per la contemporanea chiamata alle armi. Assolse gli obblighi di leva in qualità di ufficiale di complemento dell'Aeronautica presso la scuola aerea. Dal 1987 medico di famiglia a Pieve Fosciana, fu successivamente anche sindaco del Comune di Giuncugnano e vice presidente della Comunità Montana Garfagnana.
Sposato e padre di due figli, si dedicò al volontariato con entusiasmo in qualità di medico volontario nel Soccorso alpino e speleologico (1996), e in tale veste morì eroicamente durante un tragico soccorso notturno sul Monte Pania alle 2 del mattino del 6 marzo 2000, in cui trovò la morte anche uno sciatore escursionista. 
Nobili era sindaco di Piazza al Serchio dal 1999.
A Roberto Nobili sono intitolate la sezione del Cai di Castelnuovo Garfagnana, lo stadio comunale di Piazza al Serchio, l'area del Centro Intercomunale di Protezione Civile della Garfagnana, l'aula di scienze del Liceo Scientifico G. Galilei di Castelnuovo Garfagnana, la Residenza Sanitaria Assistita (RSA) di Magliano nel Comune di Sillano Giuncugnano, la sala della presidenza dell'Ordine dei Medici di Lucca e la festa medioevale che ogni anno si tiene a Sillico di Pieve Fosciana, “I banditi del Sillico nella Garfagnana dell'Ariosto ... all'ora di cena”, da lui ideata, creata e messa in opera.                                                                                                                                         In ricordo di Roberto, a venti anni dalla sua scomparsa, la Comunità di Pieve Fosciana nel giorno del 6 Marzo 2020 gli dedica il Parco cittadino del Monumento ai Caduti.
Il 6 luglio 2013 a Duno, il suo nome è stato accolto nel Sacrario attiguo al tempio votivo del Medico d'Italia, dove sono incisi in lapidi di marmo i nomi di tutti "quei medici che hanno dato la vita per la patria e per l'umanità".

## Onorificenze
Il 4 luglio del 2000 il Presidente della Repubblica Carlo Azeglio Ciampi gli ha conferito la medaglia d'oro al valor civile alla memoria, con la seguente motivazione:
In occasione del 52º Congresso Nazionale dei Medici di Famiglia FIMMG, tenutosi a Palermo dal 20 al 24 settembre 2000, è stato consegnato il prestigioso premio “Mario Boni”, che viene attribuito a medici che si sono distinti particolarmente per coraggio, abnegazione e sacrificio personale nello svolgere la propria attività.
Il 30 settembre dello stesso anno, a Pinzolo (TN), sotto l'Alto Patronato del Presidente della Repubblica Italiana è stato insignito della medaglia d'oro nell'ambito del “Premio Internazionale Solidarietà Alpina - 29° Targa d'Argento”. 

Il 7 dicembre 2000, nella sede della Prefettura di Lucca è stato consegnato il Premio “Carnegie” per gli Atti di Eroismo. La Fondazione Carnegie, appartenente al Ministero dell'interno, ha attribuito la Medaglia d'Oro di primo grado alla memoria del dottor Nobili con la seguente motivazione: